# Katrín Tinna Jensdóttir
Katrín Tinna Jensdóttir (* 31. Juli 2002 in Reykjavík, Island) ist eine isländische Handballspielerin, die für die isländische Nationalmannschaft aufläuft.

## Karriere

### Im Verein
Katrín Tinna Jensdóttir spielte anfangs bei Fylkir Reykjavík und wechselte im Jahr 2019 zu UMF Stjarnan. Zwei Jahre später schloss sich die Kreisläuferin dem norwegischen Zweitligisten Volda Handball an. Mit Volda stieg sie 2022 in die höchste norwegische Spielklasse auf. Nachdem Katrín Tinna Jensdóttir ein Jahr später mit Volda den Klassenerhalt verpasst hatte, wechselte sie zum schwedischen Erstligisten Skara HF. Seit dem Januar 2024 läuft sie für den isländischen Erstligisten ÍR Reykjavík auf.

### In Auswahlmannschaften
Katrín Tinna Jensdóttir lief für die isländische Jugend- und Juniorinnennationalmannschaft auf. Sie nahm mit der Juniorinnenauswahl an der EHF U-19-Championship 2021 teil, einem Wettbewerb für Nationalmannschaften, die sich nicht für die U-19-Europameisterschaft qualifizieren konnten. Island beendete das Turnier auf dem fünften Platz. Nachdem die Rechtshänderin anschließend dem Kader der isländischen B-Nationalmannschaft angehört hatte, rückte sie später in den Kader der A-Nationalmannschaft. Mit der isländischen A-Nationalmannschaft nahm sie bislang nur an der Weltmeisterschaft 2023 teil und schloss das Turnier auf dem 25. Platz ab. Katrín Tinna Jensdóttir erzielte im Turnierverlauf einen Treffer.